# 자피에칸카
자피에칸카(Zapiekanka)는 얇게 썬 바게트 또는 다른 긴 빵 위에 볶은 양송이 버섯, 치즈, 그리고 때로는 햄과 같은 다른 재료를 얹어 토스트한 오픈 샌드위치이다. 뜨겁게 케첩과 함께 제공되며, 1970년대부터 폴란드에서 인기 있는 길거리 음식이었다.

## 어원
폴란드어 단어 자피에칸카는 "재료가 서로 결합하고 위에 바삭하고 갈색으로 구워진 껍질이 형성되도록 요리를 굽다"는 의미의 동사 zapiekać에서 유래했으며, 이러한 방식으로 준비된 다양한 캐서롤 및 기타 음식을 지칭할 수 있다.

## 준비 및 종류

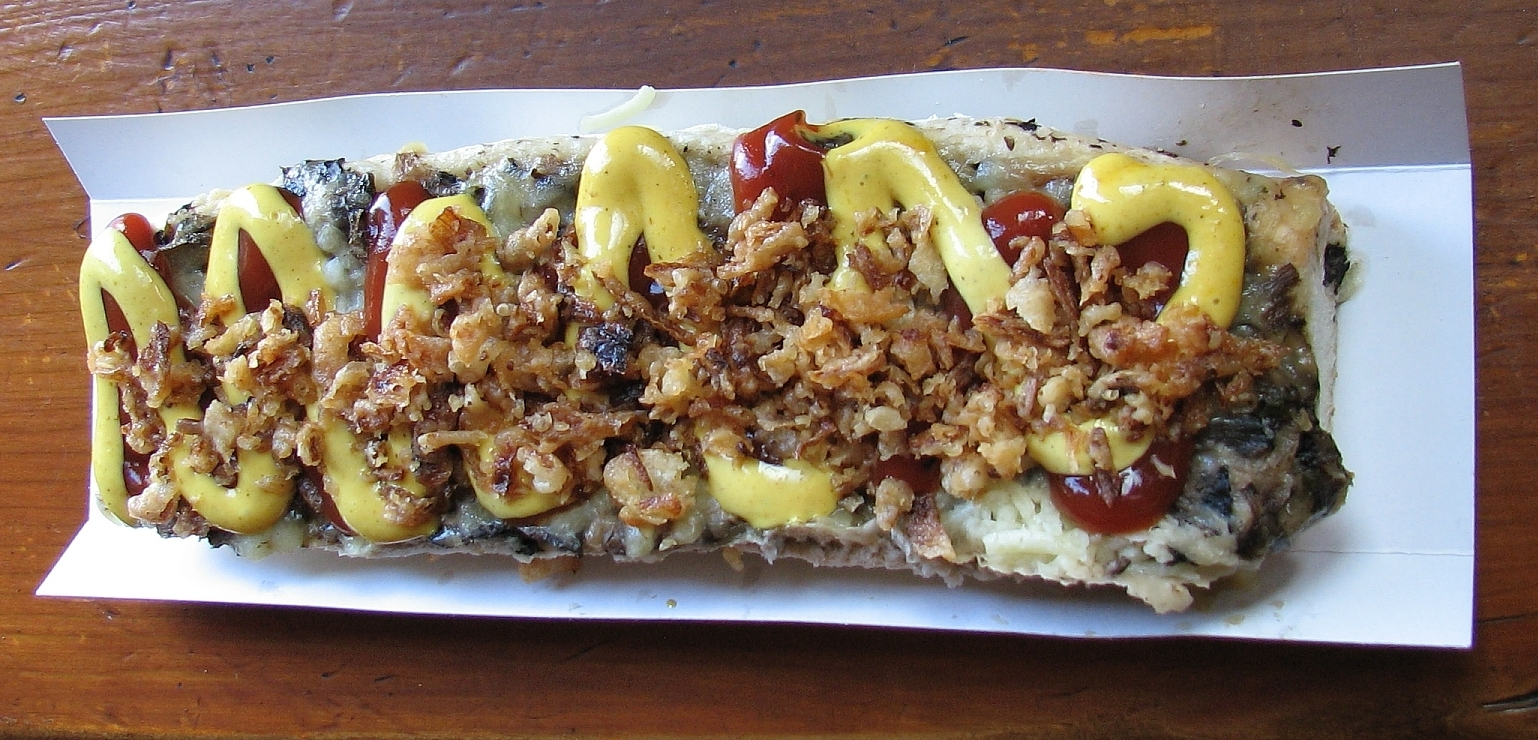
케첩, 겨자, 다진 갈색 양파를 얹은 자피에칸카

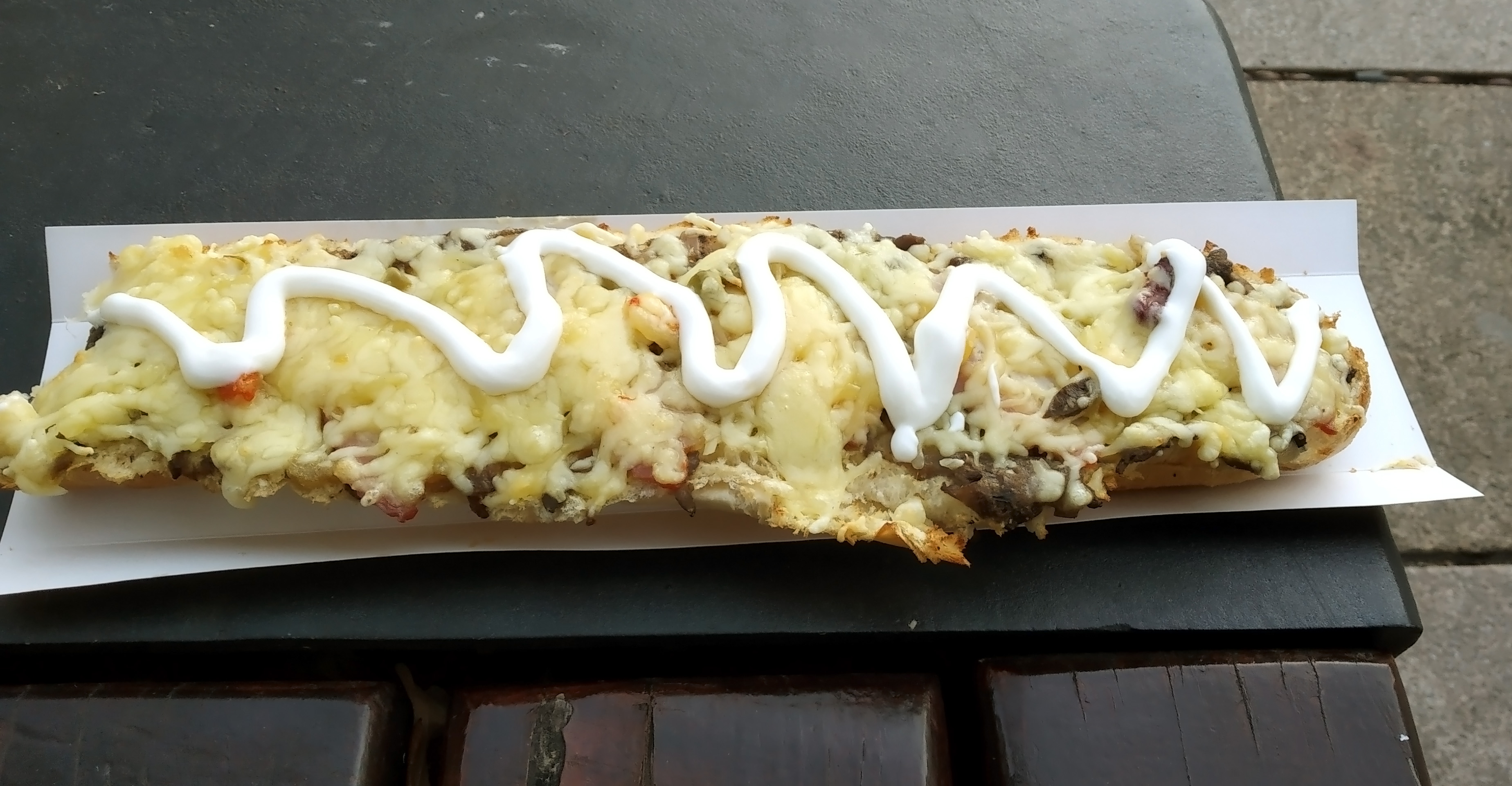
마요네즈를 얹은 치즈와 버섯 자피에칸카

일반적인 자피에칸카는 서브머린 샌드위치처럼 길이 방향으로 자른 바게트 한쪽 또는 다른 긴 흰 빵으로 만들어진다. 길이는 50 센티미터 (20 in)에 달할 수 있다. 빵 위에는 얇게 썰어 볶은 양송이 버섯과 간 치즈를 얹어 오픈 샌드위치를 만들고, 빵이 바삭해지고 치즈가 녹을 때까지 토스트한다. 하우다, 에담, 에멘탈, 틸지터, 체다와 같이 열에 잘 녹는 지방 함량이 높은 단단하고 숙성된 노란 치즈가 이 용도에 가장 적합하다. 폴란드산 훈제 양젖 치즈, 예를 들어 오스치펙도 인기 있는 선택이다. 자피에칸카는 따뜻하게 먹는 것이 가장 좋다. 일반적인 고명은 토마토 케첩으로, 보통 치즈 위에 넉넉히 뿌려진다.
오븐에 구운 자피에칸카는 추가 재료와 소스를 곁들여 "폴란드식 피자"라는 별명을 얻었다. 종류로는 베이컨, 오이 피클 및 매운 소스를 곁들인 "디아블로", 햄과 새콤달콤한 소스를 곁들인 "집시", 올리브와 페타 치즈를 곁들인 "그리스", 파인애플과 바비큐 소스를 곁들인 "하와이" 등이 있으며, 손님들은 자신만의 조합을 선택할 수도 있다. 자피에칸카는 주로 길거리 음식이지만, 빵, 치즈 및 그 순간에 손에 있는 모든 재료로 만든 "학생용 자피에칸카"와 같은 가정식 버전도 존재한다.

## 역사
자피에칸카는 1970년대 에드바르트 기에레크의 지도 아래 폴란드 도시의 거리에서 처음 등장했으며, 그는 프랑스로부터 바게트 생산 면허를 샀다. 이러한 구매는 그가 프랑스와 벨기에에서 성장기를 보냈다는 사실과 관련이 있다. 또한, 폴란드 통일노동자당의 그의 지도 아래, 폴란드 인민공화국 당국은 외식 산업에서 어느 정도의 사기업을 허용했다. 이러한 움직임은 폴란드어로 마와 가스트로노미아(mała gastronomia), 즉 "작은 미식"으로 알려진 소규모 가족 운영 외식 업소의 빠른 확산으로 이어졌다. 이들의 확산은 다음 10년의 식량 부족 기간에도 계속되었다. 이들은 일반적으로 자피에칸카와 함께 키엘바사 소시지, 삶은 돼지족발 또는 양탕과 같은 간단한 폴란드 요리 및 미국식 패스트 푸드 주식, 예를 들어 핫도그, 햄버거, 아이스크림, 감자튀김을 판매하는 노점 또는 캠핑 트레일러를 개조한 푸드트럭의 형태를 띠었다.

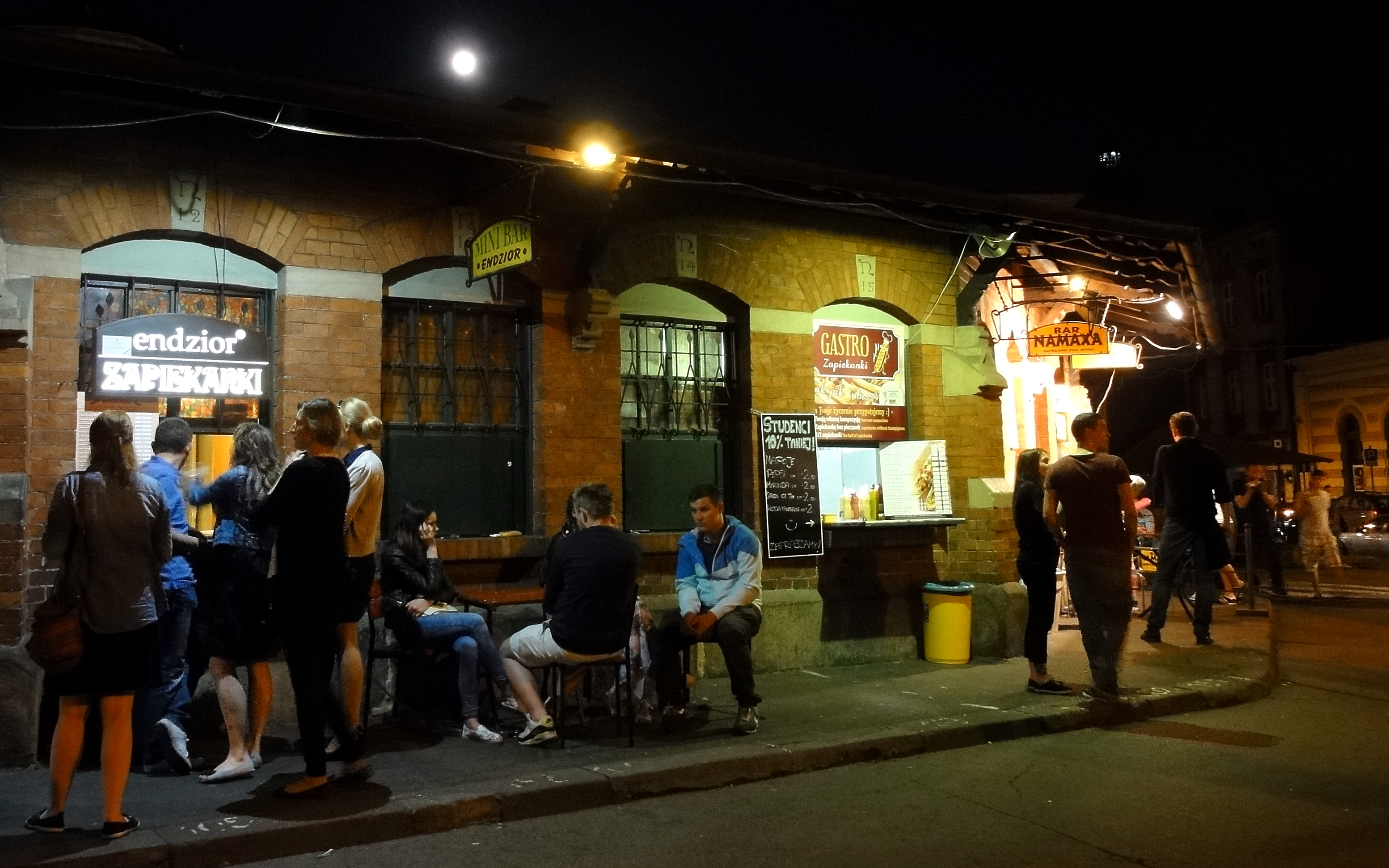
밤에 크라쿠프, 카지미에시, 노비 광장의 자피에칸카 노점들

1990년대 시장 경제의 재도입과 함께 자피에칸카에 대한 수요는 감소했지만, 대형 패스트 푸드 체인과의 경쟁에서 살아남은 몇몇 "작은 미식" 업소에서는 여전히 판매되었다. 일부 자피에칸카 노점은 크라쿠프의 카지미에시 지구에 있는 플라츠 노비(신광장)와 같이 열광적인 팬층을 얻기도 했다. 오늘날 자피에칸카는 비교적 인기 있는 길거리 음식이자 학생 요리로 남아 있다.

## 같이 보기
- 폴란드 요리
- 피자
- 체불라시

## 내용주
1. ↑  폴란드어로는: piec potrawę w taki sposób, że jej składniki łączą się ze sobą, a na wierzchu powstaje chrupiąca, przyrumieniona warstwa.[1]